# Smârdioasa (gmina)
Smârdioasa – gmina w Rumunii, w okręgu Teleorman. Obejmuje miejscowości Smârdioasa i Șoimu. W 2011 roku liczyła 2385 mieszkańców. 